# Earl Dodd
Glenn Earl Dodd (Wood River, Illinois, 1 de noviembre de 1924 - Alton, Misuri, 30 de octubre de 2004) fue un jugador de baloncesto estadounidense que disputó una temporada en la NBA. Con 1,96 metros de estatura, jugaba en la posición de alero.

## Trayectoria deportiva

### Universidad
Tras cumplir con el servicio militar durante la Segunda Guerra Mundial en el frente de Italia, donde fue condecorado con la Estrella de Bronce y el Corazón Púrpura, jugó al baloncesto con los Bulldogs de la Universidad Estatal del Nordeste de Misuri, hoy conocida como Universidad Estatal Truman.

### Profesional
Fue elegido en la quincuagésimo tercera posición del Draft de la BAA de 1949 por St. Louis Bombers, pero acabó fichando por los Denver Nuggets, con los que disputó nueve partidos en los que promedió 1,7 puntos.

## Estadísticas de su carrera en la NBA

### Temporada regular
| Temporada | Edad | Equipo         | Liga | Pos. | P | TIT | MIN | TC  | TCA | %TC  | 3P | 3PA | %3P | TL  | TLA | %TL  | R.OF. | R.DEF. | REB | ASIS | ROB | TAP | PER | FP  | PTS |
| 1949-50   | 25   | Denver Nuggets | NBA  |      | 9 |     |     | 0.7 | 3.0 | .222 |    |     |     | 0.3 | 0.6 | .600 |       |        |     | 0.7  |     |     |     | 1.4 | 1.7 |
| Total     |      |                | NBA  |      | 9 |     |     | 0.7 | 3.0 | .222 |    |     |     | 0.3 | 0.6 | .600 |       |        |     | 0.7  |     |     |     | 1.4 | 1.7 |